# Лонкопуэ (департамент)
Департамент Лонкопуэ  (исп. Departamento de Loncopué) — департамент в Аргентине в составе провинции Неукен.
Территория — 5506 км². Население — 6925 человек. Плотность населения — 1,30 чел./км².
Административный центр — Лонкопуэ. 

## География
Департамент граничит:
- на севере — с департаментом Ньоркин
- на северо-востоке — с департаментом Пеуэнчес
- на востоке — с департаментом Аньело
- на юге — с департаментом Пикунчес
- на западе — с Чили

## Демография
По данным Национального института статистики и переписи населения в Аргентине на 2010 год численность жителей департамента была 6925 против 6457 человек в 2001 году, что составило рост на 7,2%.

## Административное деление
Департамент включает 1 муниципалитет:
- Лонкопуэ

## Важнейшие населенные пункты[3]
| № | Населённый пункт | Населённый пункт (исп.) | Категория | Население чел. (2010) | На карте                        |
| - | ---------------- | ----------------------- | --------- | --------------------- | ------------------------------- |
| 1 | Лонкопуэ         | Loncopué                | город     | 4877                  | 38°04′15″ ю. ш. 70°36′54″ з. д. |
| 2 | Чорриака         | Chorriaca               | поселок   | 403                   | 37°56′14″ ю. ш. 70°06′04″ з. д. |

## Общины
- Кахон-де-Альманса
- Уитрин
- Ункаль
- Пичаиуэ
- Мучилинко
- Кинтучо
- Уаренченке